# 시베리아 타타르어
시베리아 타타르어(Себертатарца)는 러시아령 서시베리아의 튜멘주, 노보시비르스크주, 옴스크주 등지에 분포하는 시베리아 타타르인이 모어로 사용하는 튀르크어족 언어이다. 보통 다른 타타르어들처럼 킵차크어파로 분류되나 일부 학자들은 알타이어와 함께 시베리아 튀르크어파로 분류한다.
토볼-이르티시, 바라바, 톰의 3가지 방언으로 세분된다.

## 같이 보기
- 시베리아 타타르인
  - 바라바 타타르인